# La Bréole
La Bréole is een plaats en voormalige gemeente in het Franse departement Alpes-de-Haute-Provence (regio Provence-Alpes-Côte d'Azur) en telt 325 inwoners (1999). De plaats maakt deel uit van het arrondissement Barcelonnette. La Bréole is op 1 januari 2017 gefuseerd met de gemeente Saint-Vincent-les-Forts tot de gemeente Ubaye-Serre-Ponçon. 

## Geografie
De oppervlakte van La Bréole bedraagt 39,9 km², de bevolkingsdichtheid is 8,1 inwoners per km².
De onderstaande kaart toont de ligging van La Bréole met de belangrijkste infrastructuur en aangrenzende gemeenten.

## Demografie
Onderstaande figuur toont het verloop van het inwonertal (bron: INSEE-tellingen).
Vanwege een beveiligingsprobleem met de MediaWiki Graph-software is het momenteel niet mogelijk deze grafiek weer te geven. Zodra de software is bijgewerkt zal de grafiek vanzelf weer zichtbaar worden.